# الدوري الإسباني الدرجة الثانية 1965–66
دوري الدرجة الثانية الإسباني 1965–66 (بالإسبانية: Segunda División de España 1965-66)‏ هو موسم من دوري الدرجة الثانية الإسباني. فاز فيه ديبورتيفو لاكورونيا.